# 20 febbraio
Il 20 febbraio è il 51º giorno del calendario gregoriano. Mancano 314 giorni alla fine dell'anno (315 negli anni bisestili).
Il Sole entra nel segno astrologico dei Pesci.

## Eventi
- 1472 – Le Orcadi e le Shetlands vengono annesse al Regno di Scozia;
- 1547 – Edoardo VI di Inghilterra viene incoronato re d'Inghilterra nell'Abbazia di Westminster;
- 1724 – La prima del Giulio Cesare, un'opera in italiano di George Frideric Handel, si svolge a Londra;
- 1751 – Papa Benedetto XIV pubblica l'enciclica "Elapso Proxime Anno", sull'estrazione del reo dai luoghi di immunità;
- 1790 – In Austria l'arciduca Leopoldo II, già granduca di Toscana, succede al fratello Giuseppe II nei titoli di arciduca d'Austria, re di Boemia e re d'Ungheria;
- 1792 – Il Postal Service Act, che fonda il Dipartimento dell'Ufficio Postale degli Stati Uniti, viene firmato dal presidente George Washington;
- 1798 – Papa Pio VI è costretto ad abbandonare Roma, occupata dalle truppe francesi;
- 1810 – Andreas Hofer, patriota tirolese, viene fucilato dai francesi a Mantova;
- 1816 – Il barbiere di Siviglia di Gioachino Rossini viene rappresentato per la prima volta al Teatro di Torre Argentina, a Roma;
- 1830 – Antonio Rosmini, sacerdote e filosofo, fonda l'Istituto della carità al Sacro Monte di Domodossola;
- 1835 – Concepción (Cile) viene distrutta da un terremoto;
- 1844 – Nel Teatro Civico di Cagliari viene eseguito per la prima volta S'hymnu sardu nationale, il primo inno nazionale composto da Giovanni Gonella su parole di Vittorio Angius, che ha preceduto quello di Mameli, quando l'Italia era ancora Regno di Sardegna;
- 1864 – Guerra civile americana: i soldati dell'Unione marciarono da Jacksonville nell'entroterra;
- 1872 – Viene inaugurato a New York il Metropolitan Museum of Art;
- 1878 – Roma: il cardinale Vincenzo Gioacchino Pecci viene eletto papa con il nome di Leone XIII;
- 1901 – La legislatura del Territorio delle Hawaii si riunisce per la prima volta;
- 1909 – Filippo Tommaso Marinetti pubblica su Le Figaro il Manifesto del Futurismo;
- 1913 – Iniziano i lavori di fondazione della città di Canberra (Australia);
- 1935 – La signora Karoline Mikkelsen (1906-1990 circa), moglie del capitano di vascello norvegese Klarius Mikkelsen, fu la prima donna a mettere piede in Antartide;
- 1938 – In seguito ad una votazione popolare, il romancio viene riconosciuto come quarta lingua nazionale della Svizzera;
- 1942 – Il tenente Edward O'Hare diventa il primo asso dell'aviazione statunitense della seconda guerra mondiale;
- 1943
  - I dirigenti degli studi cinematografici statunitensi accettano di permettere all'Ufficio dell'informazione di guerra di censurare i film;
  - Il vulcano Parícutin inizia a formarsi a Paricutín, in Messico;
- 1944
  - Seconda guerra mondiale: gli statunitensi iniziano una settimana di bombardamenti delle fabbriche di velivoli tedesche;
  - Seconda guerra mondiale: gli Stati Uniti catturano l'Isola di Eniwetok;
- 1952 – La Grecia aderisce alla NATO;
- 1958 – Viene promulgata la Legge Merlin, che abolisce le case di tolleranza in Italia;
- 1962 – Programma Mercury: a bordo della Friendship 7, John Glenn orbita attorno alla Terra per tre volte in 4 ore e 55 minuti;
- 1965 – La Ranger 8 si schianta sulla Luna al termine di una missione volta a fotografare possibili punti di atterraggio per gli astronauti del Programma Apollo;
- 1976 – Si scioglie la Southeast Asia Treaty Organization;
- 1986 – L'Unione Sovietica lancia il primo modulo della stazione spaziale Mir;
- 1991 – Protesta anticomunista a Tirana: alle 14:05 viene abbattuta la statua di Enver Hoxha;
- 1996 – L'astrofilo giapponese Yukio Sakurai scopre una stella variabile nella costellazione del Sagittario, nota come Oggetto di Sakurai;
- 2003 – Incendio del nightclub The Station durante un concerto del gruppo musicale statunitense Great White; 100 morti.

## Nati
Ci sono circa 1 290 voci su persone nate il 20 febbraio; vedi la pagina Nati il 20 febbraio per un elenco descrittivo o la categoria Nati il 20 febbraio per un indice alfabetico.

## Morti
Ci sono circa 530 voci su persone morte il 20 febbraio; vedi la pagina Morti il 20 febbraio per un elenco descrittivo o la categoria Morti il 20 febbraio per un indice alfabetico.

## Feste e ricorrenze

### Civili
Giornata mondiale della giustizia sociale

### Religiose
Cristianesimo:
- Sant'Eleuterio di Costantinopoli, vescovo e martire
- Sant'Eleuterio di Tournai, vescovo e martire
- Sant'Eucherio di Lione, vescovo
- San Leone II il Taumaturgo, vescovo di Catania
- San Serapione martire
- San Tirannione, vescovo e martire
- Sant'Ulrico di Haselbury, eremita
- San Zenobio, sacerdote e martire
- Santa Giacinta Marto, veggente di Fátima
- Beata Amata d'Assisi (de Corano)
- Beati Cinque martiri di Tiro
- Beata Stanisława Rodzińska (Maria Giulia), religiosa
- Beato Pietro da Treja, religioso

Religione romana antica e moderna:
- Decimo giorno dedicato ai Mani familiari (dies parentalis)